# Furry fandom

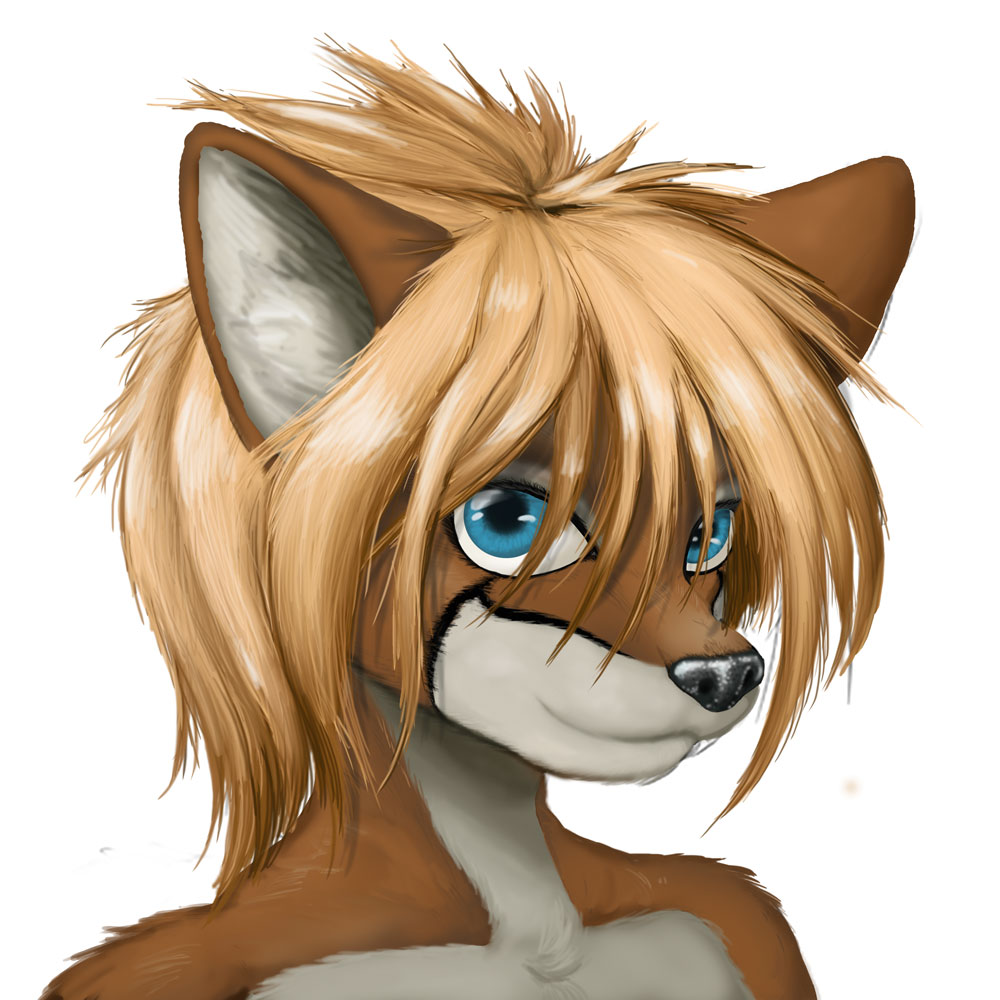
Una volpe antropomorfa, tipico personaggio furry.

Il furry fandom (furry in inglese significa "peloso") è un fandom incentrato su personaggi che sono animali antropomorfi, ossia con personalità e caratteristiche umane, come ad esempio intelligenza umana, espressioni facciali, anatomia generale, capacità di parlare, bipedalismo, vestiti, e altri attributi tipicamente umani. Nel fandom, qualsiasi personaggio animale antropomorfo viene considerato un "furry", a prescindere dai media di provenienza, siano essi fumetti, cartoni animati, film (specialmente d'animazione), romanzi o videogiochi. La fantascienza e i generi fantasy utilizzano spesso l'antropomorfismo, e quindi sono particolarmente diffusi e apprezzati nel Furry Fandom. Fin dagli anni ottanta, il termine Furries si riferisce ad animali antropomorfi.

## Storia e ispirazione

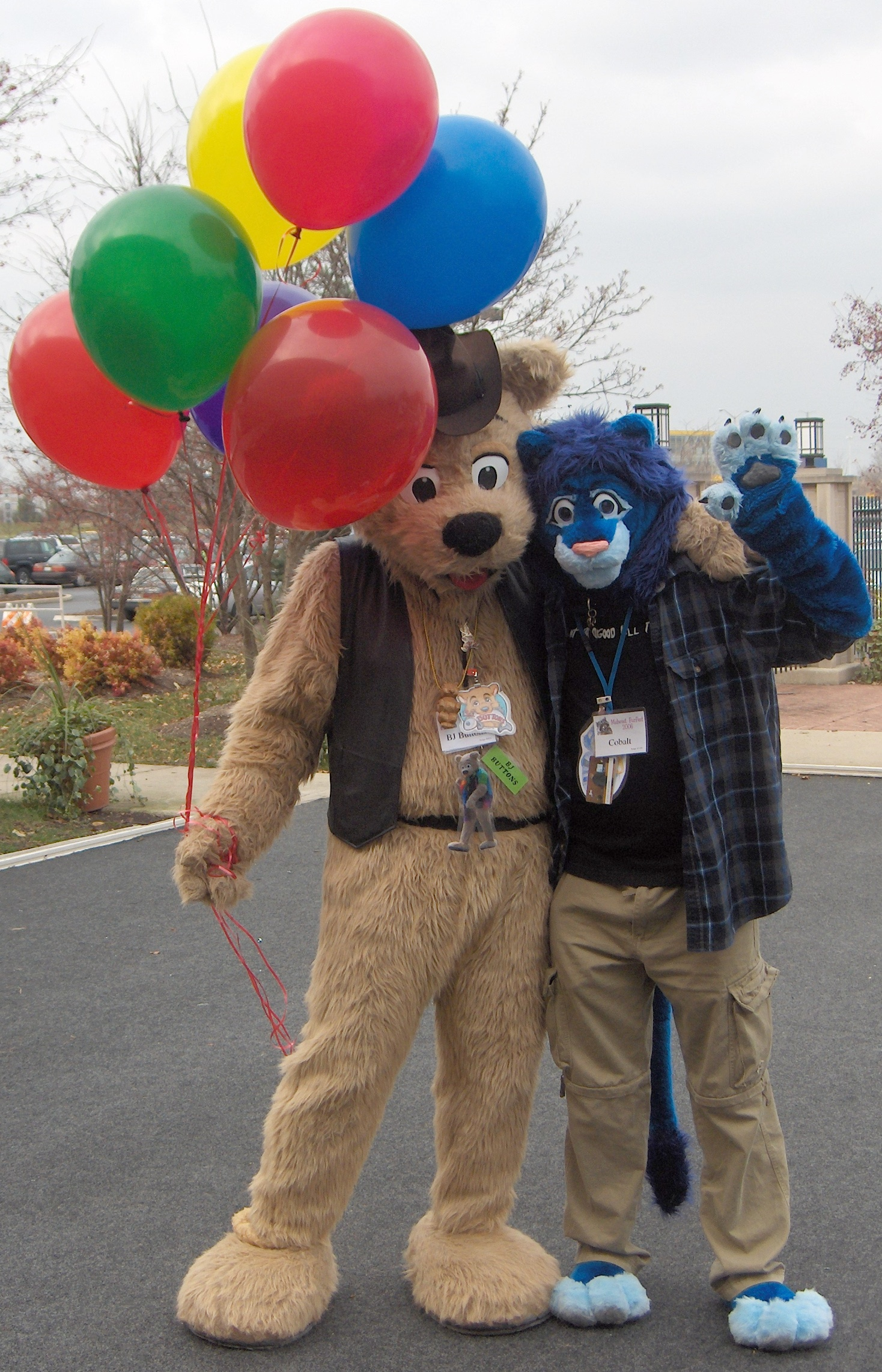
I "furry" fan creano e indossano costumi, comunemente conosciuti come fursuit, raffiguranti i propri personaggi.

Secondo lo storico del fandom Fred Patten, il concetto di furry ha avuto origine in un convegno sulla fantascienza del 1980, quando un personaggio disegnato da Steve Gallacci intitolato Albedo Anthropomorphics iniziò una discussione sui personaggi antropomorfi nei romanzi di fantascienza, che a sua volta diede inizio a un gruppo di discussione nei convegni di fantascienza e di fumetti. Patten definì il Furry Fandom come "una diffusione organizzata di arte e di prosa riguardante i Furry, o i personaggi mammiferi antropomorfi"
Il termine specifico "Furry Fandom" è stato inizialmente usato nelle fanzine all'inizio del 1983, ed è diventato lo standard per definire il genere (anche se non c'è ancora nessuna forma di standardizzazione e le parole possono essere usate per scopi commerciali). Comunque, i fan pongono l'inizio del furry molto prima. Opere cinematografiche come Kimba - Il leone bianco, uscito nel 1965, il romanzo di Richard Adams intitolato La collina dei conigli, pubblicato nel 1972 (e il suo omonimo film), come anche Robin Hood vengono spesso citati come esempi degli inizi del furry fandom. Per distinguere i soggetti dai pure personaggi animali, come Lassie o Old Yeller, gli animali vengono definiti come funny animals, un termine usato fin dal 1910.
Durante gli anni ottanta, i furry fan cominciarono a pubblicare fanzine, creando un nuovo gruppo sociale che cominciò ad organizzare varie riunioni. Nel 1987, c'era abbastanza interesse per organizzare la prima furry convention. Nel decennio successivo, internet diventò accessibile alla popolazione e diventò il più popolare mezzo dei fan furry per socializzare. Il newsgroup alt.fan.furry è stato creato nel novembre del 1990, e ambienti virtuali come i MUCK diventarono anch'essi popolari in Internet per i fan per incontrarsi e comunicare. Uno dei più antichi e grande MUCK esistente è FurryMUCK.

## Cultura

### Arte e letteratura

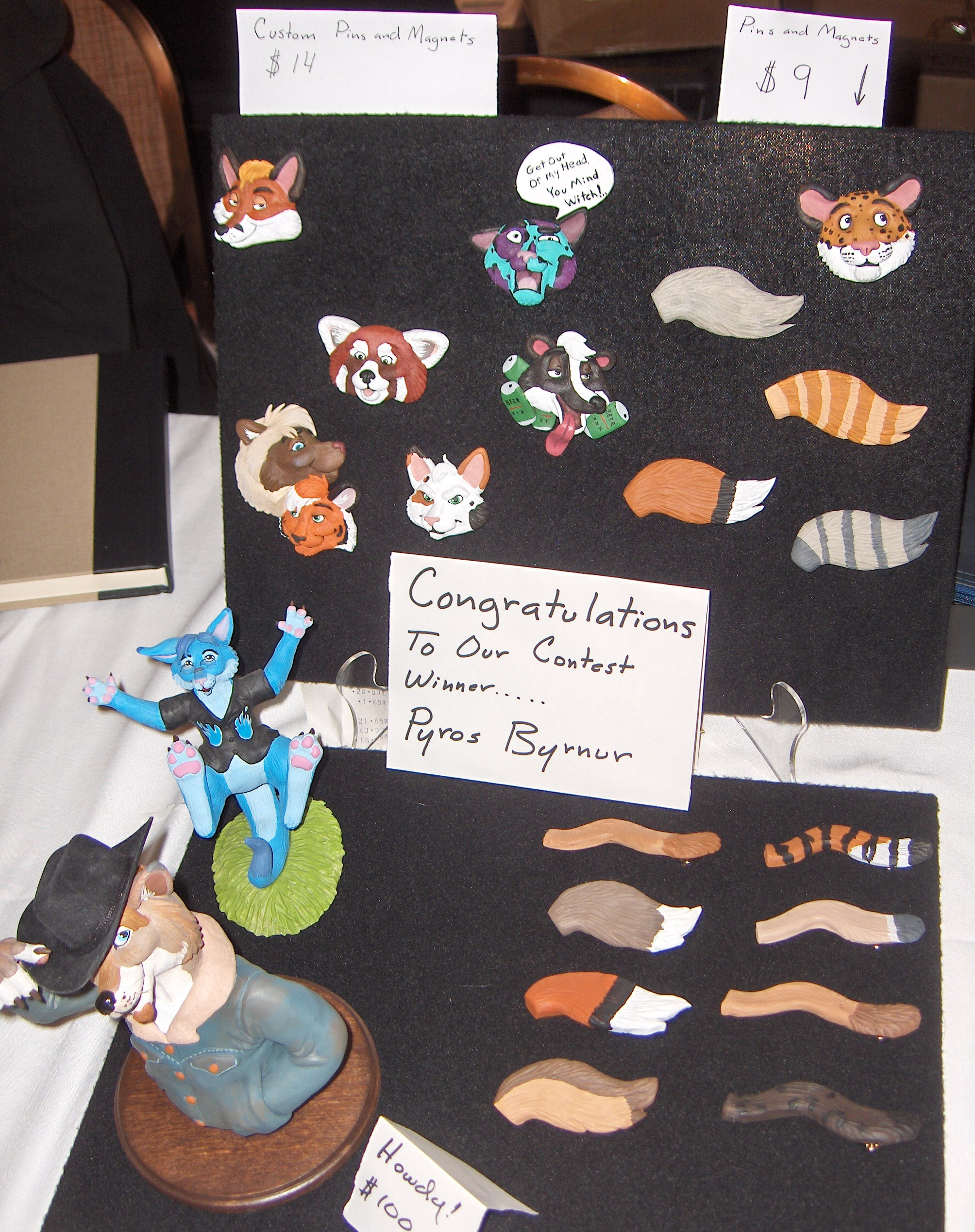
Scultura al Further Confusion

I fan del furry partecipano all'arte come amatori, illustratori professionali, autori di strips, pittori, scultori, scrittori, musicisti. Insomma un movimento che oltre che di pensiero e affinità può definirsi anche artistico in tutti i sensi, data la prolifica produzione in quasi tutti i campi dell'arte stessa.
Mentre la maggior parte della fan-art viene diffusa tramite media non professionali, come siti personali, una parte è pubblicata in antologie dalla Amateur press association, oppure da Fanzine..
Esistono inoltre numerosi webcomic, cioè fumetti che escono a "puntate" online, che vengono definiti "furry-comics"; alcuni di questi riescono a raggiungere un notevole livello di notorietà, come il caso di T.H.E. FOX, la cui prima pubblicazione risale al 1986.
Esistono siti interamente dedicati alle immagini furry, dove gli animali antropomorfi vengono definiti anche "anthro". Molti artisti mantengono un proprio sito.

### Creazioni
I fan con abilità nell'artigianato creano i propri giocattoli di pelo, a cui ci si riferisce come peluche, e costruiscono anche elaborati costumi chiamati fursuit, che vengono indossati per divertimento o per partecipare a sfilate, feste in maschera, balli o manifestazioni di beneficenza come intrattenitori. Molte fursuit in passato sono state realizzate con semplici tecniche di costruzione derivate dalla produzione di mascotte sportive, ma con il passare degli anni sono arrivate ad essere principalmente di costruzione più sofisticata, che include il meccanismo per la mandibola mobile, parti elettroniche, LED, illusioni prospettiche ed altri dettagli. Una fursuit completa, senza meccanismi meccanici e elettronici può arrivare a costare 3000 dollari e oltre. Alcuni "furry" seguono gli spettacoli di pupazzi, registrando video e realizzando live show come Rapid T. Rabbit and Friends e il Funday PawPet Show.

### Aspetto sessuale
L'aspetto legato alla forte sessualizzazione delle immagini è un argomento polarizzante, ma è rilevante notare che secondo un sondaggio svolto negli USA, più del 37% dei rispondenti trova che la propria identità furry sia molto legata alla sfera sessuale. 
Sebbene il termine scelto per identificare uno specifico sottogenere pornografico sia yiff, nel materiale messo a disposizione su Internet viene più comunemente usato il termine generico furry.
Nel 2008 sono stati resi pubblici i risultati di un sondaggio in lingua inglese condotto online su circa cinquemila del membri furry fandom: i rispondenti sono stati in massima parte (circa 80%) maschi, con un 32% circa di eterosessuali, un 24% circa di omosessuali e un 36% circa di bisessuali.